# Cebuschama
Die Cebuschama (Copsychus cebuensis, Syn.: Kittacincla cebuensis), auch als Cebu-Dajal bezeichnet, ist eine Singvogelart aus der Familie der Fliegenschnäpper (Muscicapidae). Früher wurde sie in die Familie der Drosseln (Turdidae) gestellt und zeitweise als Unterart des Mohrendajals (Copsychus niger) betrachtet. Sie ist auf der Philippineninsel Cebu endemisch.

## Merkmale
Die Cebuschama erreicht eine Länge von 20 cm. Das Gefieder des Männchens ist überwiegend schwarz mit dunkelblauem Glanz. Die Flügel sind matter gefärbt und können eine leichte Brauntönung aufweisen. Das Weibchen ist kleiner als das Männchen und hat eine schwärzlich-graue Gefiederfärbung. Der lange Schwanz ist gestuft, der Schnabel ist schwarz und die Augen sind dunkelbraun. Juvenile Vögel sind gräulicher mit bräunlich-schwarzen Flügeln.

## Lautäußerungen
Der Gesang ist vielfältig und melodiös. Gelegentlich imitiert die Cebuschama den Gesang anderer Vogelarten.

## Lebensraum und Lebensweise
Die Cebuschama ist ein Standvogel. Ihre Lebensweise ist unauffällig – oft hört man sie, bevor man sie sieht. Der Lebensraum sind Primärwälder und das dichte Unterholz von Sekundärlebensräumen, einschließlich Buschwäldern, Wäldern mit Holzeinschlag, Plantagen und Bambushainen.
Die Brutzeit erstreckt sich von Februar bis September. Brütende Weibchen wurden im Juni, ein Weibchen bei der Eiablage im April, ein juveniles Weibchen im Juni, ein Männchen mit vergrößerten Hoden im Juli und ein immatures Männchen im Oktober beobachtet. Das napfförmige Nest wird häufig an den Enden von abgesägten oder abgebrochenen Bambusstämmen errichtet. Das Gelege besteht aus zwei bis drei Eiern.
Die Art ernährt sich von Insekten, einschließlich Käfern.

## Bestand und Gefährdung
Zu Beginn des 20. Jahrhunderts wurde die Cebuschama als sehr selten beschrieben. In den 1930er-Jahren bezeichnete sie der japanische Ornithologe Masauji Hachisuka als seltenste aller philippinischen Schamas. Obgleich der philippinische Zoologe Dioscoro S. Rabor 1959 bemerkte, dass die Cebuschama von den zehn einheimischen Vogeltaxa Cebus das einzig überlebende sei, so blieben doch zwischen Juli 1956, als ein Männchen gefangen wurde, und November 1981 bestätigte Nachweise über diese Art aus. BirdLife International stuft die Cebuschama in die Kategorie „stark gefährdet“ (endangered) ein und schätzt den Bestand auf 1000 bis 5000 Altvögel. Intensive Feldarbeit seit den 1990er-Jahren hat ergeben, dass die Cebuschama an mindestens 15 Stellen auf Cebu vorkommt, wobei ein 700 ha großes Waldgebiet bei Nug-as mit vermutlich 2500 Exemplaren die größte Population aufweist. Die Hauptgefährdung geht von der Waldzerstörung aus. Heute sind nur noch 15 km² Cebus mit Wald bedeckt, der durch illegale Rodung bedroht ist.